# Lízing
A lízing egy polgári jogi, eszköz alapú finanszírozási szerződésfajta. Olyan ügyletfajta, ahol két szereplő, a lízingbeadó és a lízingbevevő meghatározott időre köt egymással szerződést egy vagy több lízingtárgy használatára. A lízingbeadó vállalja, hogy a szóban forgó eszközt, azaz a lízingtárgyat megvásárolja, és a lízingbevevő részére átengedi annak használati jogát. Cserébe a lízingbevevő köteles lízingdíjat fizetni, amely a vételár kamatokkal növelt értékének adott naptári időszakra eső része (hónap, év… stb.). A lízingszerződés lejártakor a lízingtárgy automatikusan, vagy maradványérték megfizetése ellenében a lízingbe vevő tulajdonába kerülhet, attól függően, miképp állapodtak meg a lízingszerződés megkötésekor. A lízing jellemzően több kiegészítő szolgáltatást is magában foglalhat, például: biztosítási, vagy vámügyintézés, szállítás… stb.
A szó az angol lease (tkp. „bérbe vesz”, illetve jelen idejű particípium alakjából, a leasing, tkp. „haszonbérlet”) szóból ered. A szó használata angol nyelvterületen sokkal tágabb, a bérlet olyan fajtáit is magában foglalja, amely a magyar fogalomban nem szerepel (például hozzáférési idő bérlése számítógépes hálózathoz). Atipikus szerződési forma, amely a bérlet és az adásvétel keveredéséből alakult ki, de egyik sem található meg benne tiszta formában.

## Történelmi áttekintés
- I e. 2000: Mezopotámia: mezőgazdasági szerszámok hasonló formában történő rendelkezésre bocsátása
- 1852: Bell Telefon Társaság: telefonkészülékek használata bérleti díj ellenében. A birtokba adás elválik a vételár kiegyenlítésétől
- 1952: United Leasi Corporation az első szakosodott lízingfinanszírozó társaság

## A lízing Magyarországon
- 1970: 66/1970 PM rendelet az állóeszközök feladatszerű bérbeadására
- 1989: Társasági Törvény: a prompt lízing időszaka
- 1992: Társasági Adótörvény: most már pénz is kell a lízinghez, de megjelenik a kamatmentes részlet
- 1996: Hpt: EU-konform szabályozás

## Lízingszerződés
A lízingről a lízingszerződés rendelkezik, mely alapján a lízingbeadó köteles a szerződésben meghatározott ingó vagy ingatlan dolog tulajdonjogát a lízingbevevő választása szerinti feltételek mellett és a lízingbevevő megbízása szerint abból a célból megszerezni vagy azt abból a célból előállítani, hogy azt a szerződésben meghatározott időtartamra (futamidő), eszköz alapú finanszírozás keretében a lízingbevevő használatába adja. A lízingbevevő a dolog átvételére és díj fizetésére köteles.
A lízingszerződés a hatályos magyar Polgári Törvénykönyv VI. fejezetében szerepel.

## A lízingszerződés alanyai
A lízing és így a lízingszerződés is három oldalú jogügylet. Ennek alanyai: 
1. A lízingbeadó olyan pénzügyi vállalkozás, ami a lízingbevevő által kiválasztott eszközre, vagyis a lízingtárgyra  lízingszerződést köt. Magyarországon a Pénzügyi Szervezetek Állami Felügyelete (PSZÁF) engedélyével működő vállalkozás lehet csak lízingbeadó.
2. A lízingbevevő az, aki lízingszerződést köt a lízingtárgy igénybevételére. A lízingbevevő lehet magánszemély, vagy gazdasági társaság.
3. A lízingtárgy a lízingszerződés során a lízingbeadó által a lízingbevevő választása alapján a szállítótól megvásárolt ingó, vagy ingatlan dolog, vagy vagyoni értékű jog, szellemi termék.

## A lízingtárgy fajtái
1. Személygépjármű
2. Haszongépjármű
  1. Busz
  2. Teherautó
3. Gép, berendezés
  1. Mezőgazdasági gép
  2. Építőipari gép
  3. Faipari gép
  4. IT, irodatechnika
  5. Egyéb gépek
4. Egyéb közlekedési eszközök
  1. Motorkerékpár
  2. Hajó
  3. Repülő
  4. Vasút
5. Ingatlanok
  1. Lakóingatlan
  2. Kereskedelmi ingatlan
  3. Hotel, vendéglátóipari ingatlan
  4. Közmű
  5. Ipari ingatlan
  6. Egyéb ingatlan
6. Szellemi termék

Az egyes eszközök magyarországi finanszírozására vonatkozó statisztikai adatok

## A lízingszerződés részletei
- A lízingszerződés alapján a lízingbeadó köteles a szerződésben meghatározott ingó vagy ingatlan lízingtárgy tulajdonjogát a lízingbevevő választása szerinti feltételek mellett és a lízingbevevő megbízása szerint abból a célból megszerezni vagy azt abból a célból előállítani, hogy azt a szerződésben meghatározott időtartamra (futamidő), eszköz alapú finanszírozás keretében a lízingbevevő használatába adja. A lízingbevevő a lízingtárgy átvételére és díj fizetésére köteles.
- A lízingszerződés érvényességéhez a szerződés írásba foglalása szükséges.

### Hasznok, terhek, kárveszélyviselés
- A lízingbevevő a lízingtárgy átvételétől kezdve szedi a dolog hasznait, viseli a lízingtárggyal járó terheket, és köteles a lízingtárgy karbantartásáról gondoskodni.

### A lízingtárgy használata
- A lízingtárgy átvételétől kezdve a lízingbevevő jogosult azt rendeltetésszerűen és szerződésszerűen használni. A lízingbevevő felelős minden olyan kárért, amely a rendeltetésellenes vagy szerződésellenes használat következménye.
- A lízingbevevő a lízingtárgyat csak a lízingbeadó előzetes hozzájárulásával alakíthatja át, dolgozhatja fel, egyesítheti, vagy vegyítheti más dolgokkal, illetőleg építheti össze ingatlannal. Az eredeti állapot helyreállítása esetén annak költségei a lízingbevevőt terhelik.
- A lízingbeadó
  - a)	a lízingbevevő szükségtelen háborítása nélkül ellenőrizheti a használatot;
  - b)	követelheti a szerződésellenes vagy rendeltetésellenes használat megszüntetését, továbbá az ilyen használatból eredő kárának megtérítését;
  - c)	abban az esetben, ha az ilyen használat tovább folyik, vagy ha a lízingtárgyat fenyegető veszély súlyossága miatt a megszüntetés követelése nem vezetne célra, a lízingszerződést azonnali hatállyal felmondhatja.

### A lízingtárgy használatának átengedése harmadik személy részére
- A lízingbevevő a lízingtárgy használatának átengedésére csak a lízingbeadó előzetes hozzájárulásával jogosult.
- Ha a lízingbevevő a lízingtárgyat a lízingbeadó engedélyével más használatába adta, a használó magatartásáért mint sajátjáért felel.
- Ha a lízingbevevő a lízingtárgyat a lízingbeadó engedélye nélkül engedi át másnak használatra, felelős azokért a károkért is, amelyek e nélkül nem következtek volna be.

### A szavatossági és jótállási jogok gyakorlása
- A lízingbeadót a lízingtárgy használatának átengedésével összefüggésben szavatossági felelősség nem terheli, ugyanakkor az őt a lízingtárgy tulajdonjogának megszerzésére irányuló szerződésből fakadóan megillető szavatossági és jótállási jogok a lízingszerződés megkötésével, vagy ha ez későbbi, akkor a lízingtárgy tulajdonjogának megszerzésére irányuló szerződés megkötésével – az (5) bekezdésben foglalt eset kivételével – a lízingszerződés időtartama alatt a lízingbevevőre szállnak át. A lízingbevevő ugyanakkor az elállás jogát csak a lízingbeadó előzetes hozzájárulásával gyakorolhatja.
- A lízingbevevő a körülmények által lehetővé tett legrövidebb időn belül köteles az őt az (1) bekezdés szerint megillető szavatossági és jótállási jogokat saját költségére gyakorolni. A lízingbevevő felelős azért a kárért, amely e kötelezettségek elmulasztásából ered.
- A lízingbevevő csak a lízingbeadó előzetes hozzájárulásával jogosult a szavatossági és jótállási jogok gyakorlását átengedni harmadik személyre.
- Amennyiben a lízingbeadónak fel nem róható okból a lízingtárgy értéke csökken, vagy az a lízingbevevő használatából – a lízingszerződés erre irányuló rendelkezése hiányában – kikerül, úgy ezekre tekintettel harmadik személy részéről bármilyen jogcímen teljesített pénzszolgáltatás – a felek eltérő megállapodása hiányában – csak a lízingbeadó kezéhez történhet.
- A lízingbeadót szavatossági kötelezettség terheli a lízingbevevővel szemben, ha a felek a lízingszerződésben kifejezetten ebben állapodtak meg, vagy ha a lízingbeadó a lízingtárgy tulajdonjogának megszerzésére irányuló szerződésből fakadó szavatossági illetve jótállási jogairól a lízingbevevő tudomása nélkül mondott le.

### Lízingdíj
- A lízingbevevő a díjat a szerződésben meghatározott időszakonként köteles megfizetni.
- A rendeltetésszerű használat lízingbeadónak fel nem róható akadálya vagy korlátja – a felek eltérő megállapodása hiányában – nem érinti a lízingbevevő szerződés szerinti díjfizetési kötelezettségét.
- A díj, vagy a törvény, illetve a szerződés alapján a lízingbevevőt terhelő költségek és közterhek megfizetésének elmulasztása esetén a lízingbeadó a lízingszerződést azonnali hatállyal felmondhatja, feltéve, hogy a lízingbevevőt határidő tűzésével és a következményekre való figyelmeztetéssel a hátralék megfizetésére felszólította, és a lízingbevevő e határidő elteltéig sem fizetett.

### A lízingszerződés megszűnése
- A lízingszerződés megszűnésekor a lízingbevevő – amennyiben a lízingszerződés alapján ő vagy az általa kijelölt harmadik személy a lízingtárgy tulajdonjogát a lízingbeadótól nem szerzi meg, vagy a felek a lízingszerződést nem hosszabbítják meg – köteles a lízingtárgyat a lízingbeadónak visszaszolgáltatni.
- A lízingszerződést annak időtartama alatt sem a lízingbeadó, sem a lízingbevevő nem mondhatja fel rendes felmondással.
- A lízingbeadó különösen akkor jogosult a szerződést azonnali hatállyal felmondani, ha
  - a lízingbevevő a szerződés megkötésénél a lízingbeadót megtévesztette, ha ez a szerződés megkötését és annak tartalmát befolyásolta;
  - a lízingbevevő a lízingtárgy használatát jogosulatlanul harmadik személynek átengedi, és ezt az állapotot a lízingbeadó felszólítása ellenére sem szünteti meg;
  - a lízingbevevő a fizetőképességére vonatkozó, valamint a biztosítékokkal kapcsolatos vizsgálatot – figyelmeztetés ellenére – akadályozza;
  - a lízingbevevő által nyújtott biztosíték értéke vagy érvényesíthetősége jelentősen csökkent, és azt a lízingbeadó felszólítására nem egészíti ki;
  - a lízingtárgy értéke – a szerződésben előre tervezett, illetve a lízingtárgy rendeltetésszerű használatával szükség szerint együtt járó, szokásos értékcsökkenéshez képest – jelentősen csökken, és a lízingbevevő a lízingbeadó felszólítása ellenére nem ad megfelelő biztosítékot.
  - A lízingszerződés azonnali hatályú felmondása esetén a lízingbevevő haladéktalanul köteles a lízingtárgyat a lízingbeadónak visszaadni.
  - Ha a lízingszerződés az abban meghatározott időtartam/futamidő lejárta előtt megszűnik, a felek kötelesek egymással elszámolni. Az elszámolás során a lízingbeadó érvényesítheti a szerződés megszűnéséig esedékessé vált követeléseit, kártérítési igényként a hátralévő időre még fennmaradó díjakat, valamint a szerződés megszűnésével kapcsolatban felmerült valamennyi költségét, ugyanakkor a lízingszerződésben szabályozott módon be kell számítania a lízingtárgy későbbi hasznosításából, vagy értékesítéséből befolyt összeget, illetve az esetlegesen a lízingtárgyra vonatkozó és a lízingbeadóhoz befolyt kifizetések összegét is.

### A lízingszerződés szabályainak megfelelő alkalmazása
- A lízingszerződés szabályait kell megfelelően alkalmazni akkor is, ha a lízingbeadó nem ingó vagy ingatlan dolgot ad használatba, hanem valamilyen vagyoni értékű jog gyakorlásának lehetőségét biztosítja határozott időtartamra a lízingbevevő számára.
- Ugyancsak a lízingszerződés szabályait kell megfelelően alkalmazni akkor is, ha a lízingbeadó a korábban lízingbeadás céljára beszerzett vagy előállított lízingtárgyat ismételten használatba adja.

## A lízing fajtái
- pénzügyi lízing (ez lehet zártvégű vagy nyíltvégű)
- operatív lízing
- allízing
- határon átnyúló lízing
- szállítói lízing
- teljes körű szolgáltatás
- visszlízing

## A pénzügyi lízing
A pénzügyi lízing olyan üzleti megállapodás, mely szerint a lízingbeadó megvásárolja a lízingbevevő által kiválasztott jószágot, azaz a lízingtárgyat azért, hogy annak használatát a lízingbevevőnek díjfizetés ellenében átengedje.
A futamidő végén a lízingelt eszköz zárt végű pénzügyi lízing esetében az utolsó lízingdíj megfizetésével automatikusan a lízingbevevő tulajdonába kerül, nyílt végű pénzügyi lízingnél pedig a lízingbevevőnek joga van kijelölni a leendő tulajdonost.
A pénzügyi lízing során a jószág végig a lízingbevevő könyveiben szerepel, azonban a tulajdonos a lízingbeadó.

## Allízing
Ha nem a lízingbevevő használja a lízingtárgyat, hanem tovább adja lízingbe, bérletbe. Jellemzően akkor kerül sor az alkalmazására, ha sok, kis értékű tárgyat kell bérbe adni, sok felhasználónak. A magyar jogszabályok előírják, hogy a végső felhasználónak pontosan tudni kell, hogy a lízingbeadója nem tulajdonosa a tárgynak, és milyen körülmények együttállása esetén kerülhet felmondásra a szerződés abban az esetben is, ha ő rendesen fizet.

## Határon átnyúló lízing
Akkor beszélünk határon átnyúló lízingről, ha a lízingbeadó és a lízingbevevő két különböző országban található. A magyar jogi szabályozás általában nem gördít akadályokat a határon átnyúló lízing elé, de kivételek persze itt is akadnak. A hatályos szabályozás szerint például termőföld nem kerülhet külföldi tulajdonba, ezért ennek tulajdonjog átruházással járó lízingje sem engedélyezett.

## Szállítói lízing
A szállító megállapodik a lízingcéggel, hogy azon ügyfeleinek, akik bérelni, lízingelni szeretnének, az adott lízingcéget ajánlja. A konstrukció a nagyon laza együttműködéstől kezdve a kifejezetten szoros kapcsolatig terjedhet. A magyar piacon az ügynöki keretszerződések a jellemzők, a szállító minden lízingcéghez irányított ügyfél után jutalékot kap. Szembeötlő esete például az autóvásárlás, ahol a kiélezett verseny miatt a kereskedők árrése az értékesített autókon minimálisra csökkent, a lízingcégektől kapott jutalék azonban kárpótolja őket.

## Teljes körű szolgáltatás
Elsősorban járműfinanszírozás, flottaüzemeltetés területén ismert forma. A lízing mellett a lízingbe vevő teljes körű szolgáltatást kap, és mindent egy díjba sűrítve fizet meg, pl: autóflottájának karbantartása, szervize és lízingdíja egy számlában jelenik, a flottaüzemeltető ezzel leveszi az üzemeltetéssel járó teher nagy részét a lízingbe vevő válláról.

## Visszlízing
Abban az esetben beszélhetünk visszlízingről, ha az eladó a saját tulajdonát képező tárgyat eladja a lízingcégnek, majd lízingszerződést köt az eladott tulajdonra a lízingcéggel. Ilyen esetekben tehát a tárgy eladója és vevője megegyezik, az értékesített majd visszalízingelt tárgynak ugyanakkor mindenképpen tehermentesnek kell lennie. Akkor szokott visszlízingre sor kerülni, mikor a vállalkozásnak szabadon felhasználható pénzeszközökre van szüksége. Ez alapvetően két esetben fordul elő:
- a lízingbe vevőnek jól megy az üzlet és a bővítéséhez pénzre van szüksége, így a lízingcégnek eladott tárgy árából új berendezéseket vásárolhat. Hátránya, hogy az eredményből az új beruházást és a lízinget is finanszírozni kell.
- a vállalkozás komoly pénzügyi gondokkal küzd annak ellenére, hogy tevékenysége piacképes. A pénzügyi gondokra megoldást nyújthat a visszlízing, ilyen esetben azonban még körültekintőbben kell eljárni mint az előbbi esetben.

## Az operatív lízing
Az operatív lízingnél a tulajdonos a tulajdonában lévő jószágot a vevőnek meghatározott időtartamra díjfizetés ellenében átadja. A tulajdonos a használatot korlátozhatja, de az üzemeltetés kockázatait és költségeit a lízingbe adó és a lízingbe vevő megosztja egymás között. A lízingbe adó egyéb szolgáltatásokat is vállalhat a lízingbe adáson kívül. Az előre meghatározott futamidő végén a jószág visszakerül a tulajdonoshoz, aki azt újra lízingbe adhatja, vagy továbbértékesítheti. Az operatív lízingnél a lízingtárgy értéke nagyobb a pénzügyi lízingnél a lízingbe adó számára, hiszen a használat után újra visszakerül hozzá a lízing tárgya.

## Típusai
- A lízingbe vevő beruházási, díjelszámolási szándék szerint
  - költségként kívánja elszámolni a díjakat: operatív lízing;
  - mérlegen kívül kívánja szerepeltetni az eszközt (eszközarányos mutatók javítása miatt): operatív lízing;
  - a lízingbe vevő értékcsökkenést kíván elszámolni a lízingtárgyra: pénzügyi lízing;
  - a lízingbe vevő célja a mérlegfőösszeg növelése: pénzügyi lízing.
- A lízingbe vevő tulajdonjog szerzési szándék szerint
  - nem kíván tulajdonjogot szerezni: operatív lízing;
  - nem feltétlen kíván tulajdonjogot szerezni: nyílt végű pénzügyi lízing;
  - tulajdonjogot kíván szerezni: pénzügyi lízing.
- A lízingbe vevő áfafizetési szándéka szerint
  - Rendelkezésre áll a lízingtárgy áfája a futamidő kezdetén: zárt végű pénzügyi lízing;
  - Az áfát a futamidő alatt folyamatosan fizetné: nyílt végű pénzügyi lízing, operatív lízing.

## Ingatlanlízing
Olyan szerződés, melynek keretében a lízingcég megvásárolja az ügyfél által kiválasztott ingatlant és azt az ügyfél (lízingbevevő) használatába adja. A klasszikus lakáshitelekkel szemben a futamidő végéig a lízingbeadó tulajdonában van az ingatlan, de gyakorlatilag az ügyfél ugyanúgy használhatja, lakhat benne, mintha a saját lakása volna. Csak azután kerül az ügyfél birtokába (a tulajdoni lapon is), amikor a lízingösszeget és járulékait teljes mértékben kifizette.
A hitelfinanszírozáshoz hasonlóan az ügyfélnek itt is lehetősége van arra, hogy előtörlesszen vagy értékesítse az ingatlant.
- Nyíltvégű ingatlanlízing: A Lízingbevevő (adós) az utolsó lízingdíj megfizetésével élhet a vevőkijelölési jogával, azaz saját maga, vagy az általa megjelölt harmadik személy a maradványérték megfizetésével vásárolja meg az ingatlant.[2]
- Zártvégű ingatlanlízing: Az utolsó lízingdíj megfizetésé után a Lízingbevevő (adós) és/vagy az általa a lízingszerződésben megjelölt harmadik személy automatikusan megszerzi az ingatlan tulajdonjogát.[3]

## Vevőkijelölési jog (lízing esetén)
Nyíltvégű pénzügyi lízing esetén a Lízingbevevő joga, ami az utolsó lízingdíj megfizetésekor keletkezik. E jog alapján a Lízingbevevő megjelölhet bármely személyt, aki maradványértéken megvásárolja Lízingcégtől a Lízingtárgyat (ingatlant). Ugyanerre a megjelölt személyre szabja ki az Illetékhivatal az illetéket.

## Lízingátvállalás
A lízingszerződés átvállalása. A lízingbevevő személyének (természetes/jogi) megváltoztatása a lízing futamideje alatt. Általában technikailag új lízingszerződést jelent. Lakáslízing esetében a lakás értékesítését helyettesítheti, mivel az a lízingbeadó tulajdonában marad.

## Visszlízing
Lízingbeadó a Lízingbevevő ingatlanát vásárolja meg és adja részére lízingbe. Magánszemélyek részére csak zártvégű konstrukcióban lehetséges, a vállalkozások szabadon választhatnak a nyílt- és zártvégű lízing között.

## Lízingdíj
A lízingdíj a lízingbevevő időszakonként (havonta/negyedévente) felmerülő fizetési kötelezettsége a lízingbeadó felé. Két alapvető részből tevődik össze: tőkerészből és kamatrészből. A HPT. szerint a tőkerész a lízingtárgy szerződés szerinti árával azonos, míg a kamatrész nagysága a felek megállapodásától függ. Míg a kölcsönök esetében törlesztőrészletről beszélünk a lízingszerződés esetében lízingdíjról.
- Bruttó lízingdíj: A teljes vételár szinonimája lízing szerződés esetén. Magában foglalja az induló lízingdíjat és az azt követő – havi vagy negyedéves ütemezésben fizetett – lízingdíjat, továbbá az áfát is.[8]
- Nettó lízingdíj: Bruttó lízingdíj áfával csökkentett értéke.[9]